# 米利亞爾迪夫卡
46°45′6″N 30°12′19″E / 46.75167°N 30.20528°E
米利亞爾迪夫卡（羅馬化：Miliardivka）是位於烏克蘭西南部敖德萨州羅茲迪利納區羅茲迪利納市鎮的村莊。該村始建於1920年，面積0.52平方公里，海拔高度126米，2001年人口151，人口密度每平方公里290.38人。